# 石狩橋本車站
石狩橋本站（日语：／ Ishikari-Hashimoto eki */?）是位於北海道樺戶郡新十津川町上德富，隸屬於日本國有鐵道（國鐵）札沼線，已廢除的鐵路車站。
原本車站名稱預定是其所在地「新十津川」，但由於附近村落反對因此將車站名稱改為附近的町名「橋本」，再加上舊國名「石狩」。而「新十津川」則被鄰近的車站使用。

## 歷史
- 1931年（昭和6年）10月10日 - 札沼北線石狩沼田至中德富（初代，現在的新十津川）開始營運。
- 1943年（昭和18年）10月3日 - 由於太平洋戰爭擴大，本車站作為不要不急線而停止營運。
- 1953年（昭和28年）11月3日 - 札沼線浦臼至雨龍路段恢復營運。
- 1972年（昭和47年）6月19日 - 札沼線新十津川至石狩沼田路段廢除，本車時同時廢站。

## 車站構造
廢站時為有職員駐守的地面車站。
站房位於札幌方向的左方東側，為側式月台1面1線的車站。而站房旁往札幌方向設有貨物月台，並設有1條引入線。

## 車站周邊
只餘下營運時已存在的農業倉庫，而車站的土地已變成住宅地。
- 國道275號、國道451號（日语：国道451号）
- 北海道中央巴士「新十津川神社前」站牌
  - JR北海道巴士石狩線廢除後的替代路線。

## 相鄰車站
日本國有鐵道
札沼線
新十津川－石狩橋本－上德富